# Stará čistírna odpadních vod (Praha-Bubeneč)
Stará čistírna odpadních vod v Praze-Bubenči je bývalý průmyslový objekt. V roce 2010 se Stará čistírna stala národní kulturní památkou. V roce 2016 byl budově udělen certifikát „kotevní bod organizace Evropské cesty průmyslového dědictví“ (ERIH) a Stará čistírna se prosadila mezi nejvýznamnější industriální památky Evropy.

## Historie

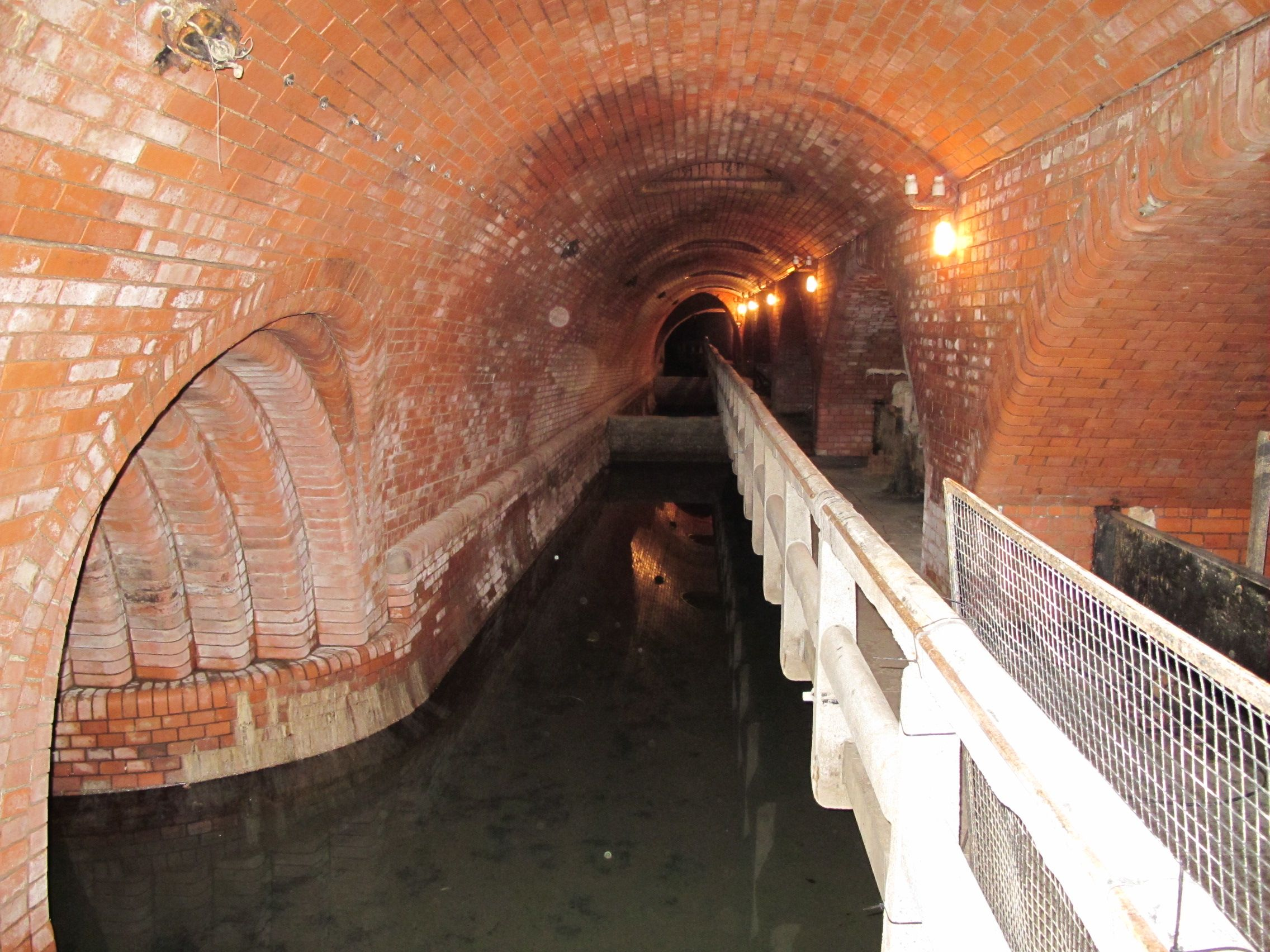
Podzemí čistírny odpadních vod – přívodní galerie před usazovacími nádržemi

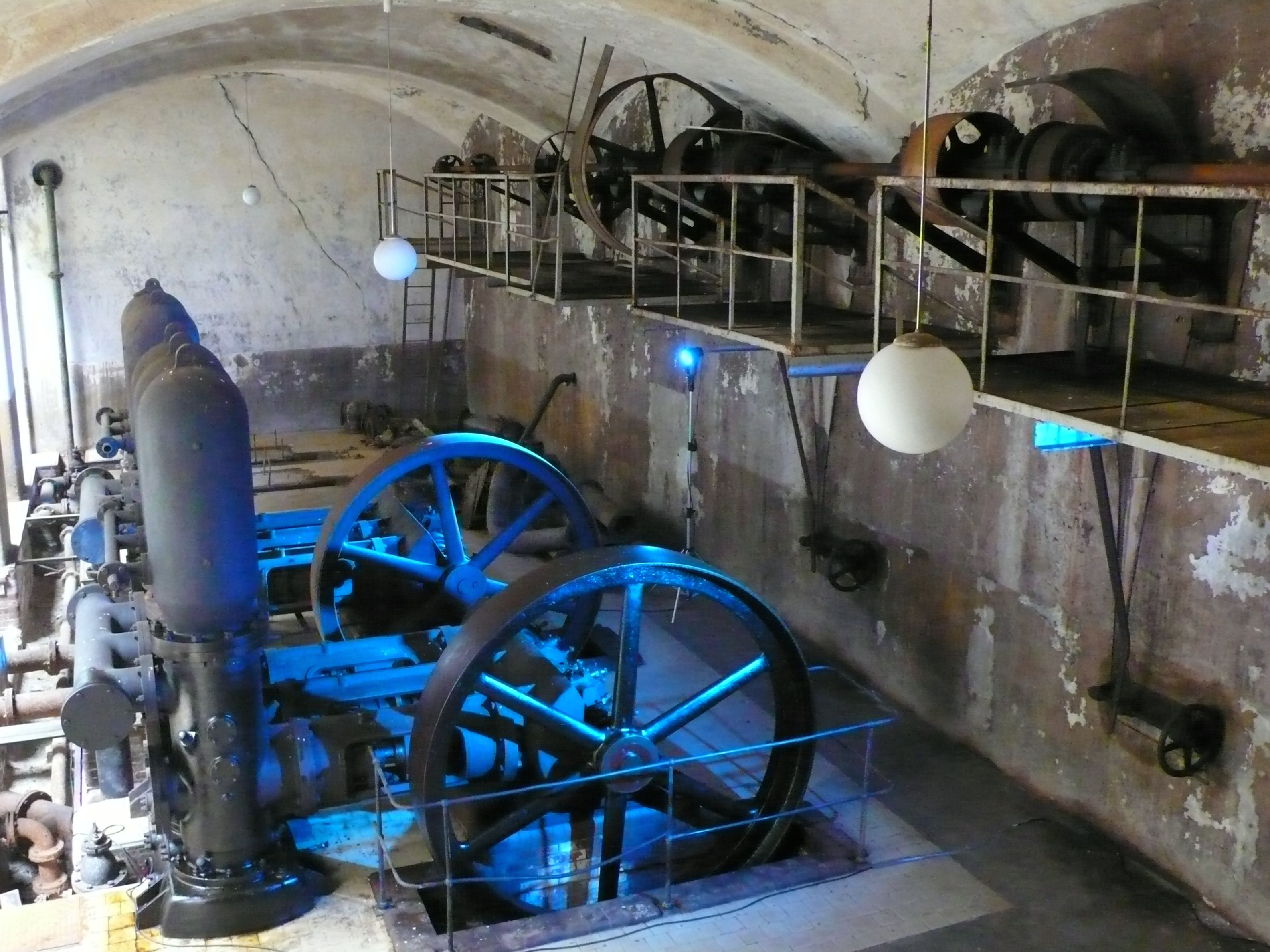
Strojové vybavení v čistírně – kalová čerpadla

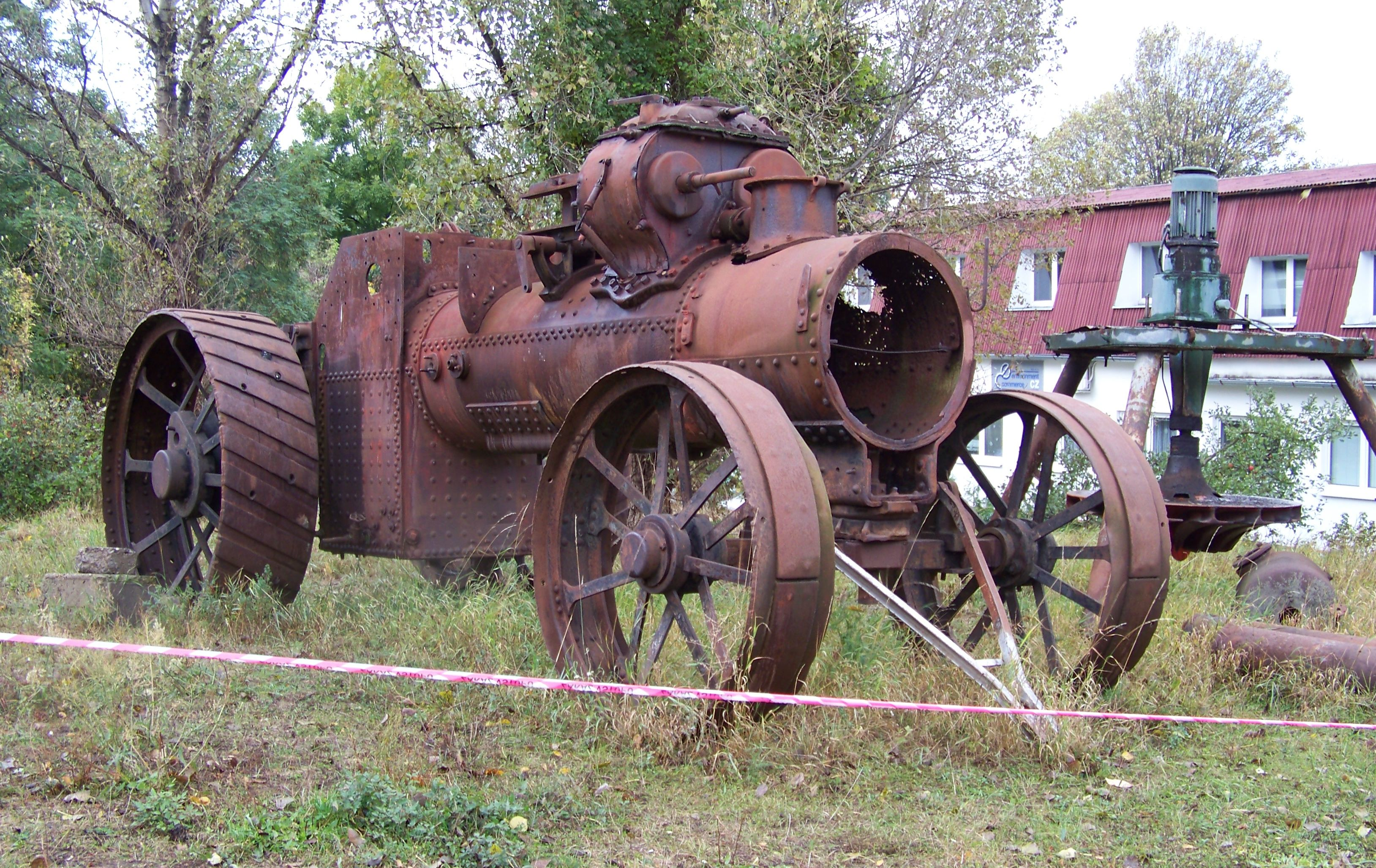
Lokomobila

Výstavba Staré čistírny odpadních vod v Praze-Bubenči proběhla v letech 1901 až 1906 a jedná se o poslední článek systematické stokové sítě v Praze. Výstavba čistírny byla dokončena v roce 1906 a 27. června 1906 byl zahájen zkušební provoz. Vodoprávní kolaudace čistírny se konala ve dvou termínech v roce 1907 a 1908 a kolaudační výměr byl vydán 15. ledna 1909. Celkové náklady na stavbu čistírny vč. technologie byly 2 331 778 K (rakouských korun). Projekt kanalizace i návrh technických parametrů čistírny vypracoval stavební inženýr britského původu sir William Heerlein Lindley. Areál sloužil jako čistírna odpadních vod až do roku 1967, kdy začala fungovat nová Ústřední čistírna odpadních vod na Císařském ostrově. Některé nádrže Staré čistírny odpadních vod se však používaly pro manipulaci s kalem až do roku 1983. Původní usazovací nádrže sloužily ještě na počátku 80. let 20. století jako manipulační jímky na kal z nové čistírny. V roce 1991 byl areál prohlášen za kulturní památku, v roce 2010 za národní kulturní památku a od roku 2016 kotevním bodem ERIH.

## Popis technologie staré čistírny
Proces mechanického čištění odpadní vody se v bývalé pražské čistírně odpadních vod dělil na tři hlavní části. Splašky nejprve protékaly tzv. mřížovím, tedy pevnými česlemi, kde docházelo k odstranění hrubých nečistot, které se následně ručně stíraly. Dalším stupněm bylo usazování štěrku a písku v lapáku písku o délce 34 m, délce 12 m a o užitečné hloubce 5–6 m. Písek se následně odčerpával pomocí pískové pumpy do pračky písku. Konečným stupněm čištění bylo usazování jemného kalu v 10 usazovacích nádržích dlouhých 87 m, širokých 5,52 m a hlubokých 2,7 m a jeho odčerpávání kalovými čerpadly do kalojemů na Císařském ostrově popř. přímo do kalové lodi. Kalová loď sloužila k dopravě kalů pro využití jako hnojiva. K dalšímu strojnímu vybavení čistírny patří dva parní stroje a kotle. Jako hlavní zdroj energie sloužily do 20. let 20. století, kdy v čistírně došlo k elektrifikaci a dále už byly využívány jen pro protipovodňová čerpadla. Čistírna byla vybavena také zařízením pro zlepšení sedimentace dávkováním vápenného mléka popř. síranu hlinitého a zařízením na případnou dezinfekci odpadních vod v případě epidemie. Dávkování chemikálií však nebylo patrně provozováno. Zvýšený přítok odpadních vod po vytvoření Velké Prahy vyvolal potřebu modernizace čistírny, která proběhla v roce 1927. Cílem bylo zvýšení kapacity čisticího procesu, kdy byla postavena nová česlovna s již strojně stíranými česlemi typu DRORR, nový trojdílný lapač písku a další čtyři usazovací nádrže. V roce 1928 pak byla prodloužena trať polní dráhy pro dopravu materiálů na Císařský ostrov. Další rekonstrukce proběhla v roce 1947, ale čistírna již v té době kapacitně nestačila a část vody odtékala nečištěná do Vltavy. Proto bylo v roce 1954 rozhodnuto o stavbě nové Ústřední čistírny odpadních vod Praha, která byla dokončena v letech 1966–1967. Nádrže Staré čistírny odpadních vod však byly využívány pro manipulaci s kalem až do roku 1983.

## Činnost Staré čistírny
V roce 1992 vznikla Nadace Ekotechnického musea, později transformovaná na obecně prospěšnou společnost Ekotechnické museum, která byla v roce 2011 sloučena se společností Muzeum Stará Čistírna. V roce 2015 došlo ke změně názvu společnosti, která v současné době spravuje národní kulturní památku – Starou čistírnu odpadních vod – na TOVÁRNA o.p.s. – správa industriálních nemovitostí. Změna názvu společnosti byla schválena z hlavního důvodu – nezaměňovat národní kulturní památku za muzeum a tím nemást návštěvníky. V roce 2018 došlo k úpravě právní formy společnosti, která změnila svůj název na TOVÁRNA z.ú., správa industriálních nemovitostí.
V současnosti je budova zpřístupněna veřejnosti po celý rok. Konají se zde denně prohlídky s výkladem, kde si návštěvník může prohlédnout původní proces mechanického čištění odpadních vod pro Prahu. Jsou zde také dochované původní parní stroje z roku 1903 a jiné funkční vybavení.

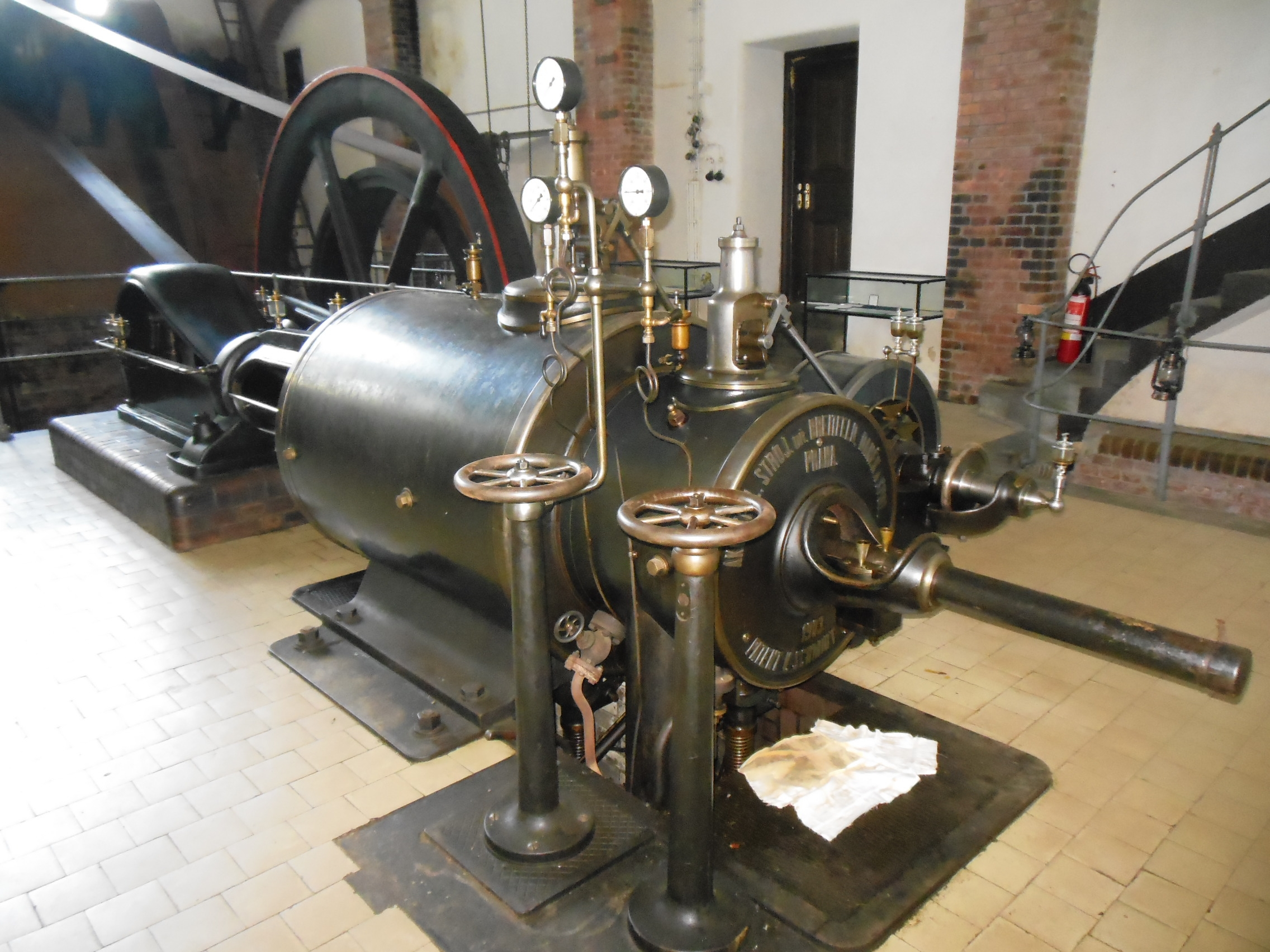
Parní stroje

Mimo samotné prohlídky je možné si ve Staré čistírně objednat jištěné výstupy na ventilační komín. K dispozici je zde také kavárna Café Továrna a sezónní Stokabar ve stodole, kde je možné se občerstvit.

## Zajímavost
V prostorách opuštěné čistírny (před založením muzea) se odehrává děj dobrodružného komiksu Tajemství staré čistírny, který vyšel v 6. čísle 35. ročníku časopisu ABC.